# Kill the Lights (브리트니 스피어스의 노래)
Kill the Lights는 브리트니 스피어스의 Circus의 수록곡이다. 싱글컷이되지않아 많은 팬들의 아쉬움을 산 노래이다. 가사가 Piece of Me의 2탄이라며 그녀가 멋있다며 호평하는 이가 많은 노래중하나다. 해당 노래에는 뮤직비디오가 존재하나, 소속사에서 팬들이 만든 뮤직비디오 대회에서 1등한 작품으로 뽑은 것이다.